# Hookeriaceae
Die Hookeriaceae sind eine Laubmoos-Familie der Ordnung Hookeriales mit hauptsächlich tropischer Verbreitung.

## Merkmale
Es sind kleine bis große Pflanzen, die niederliegende Rasen bilden. Die Stämmchen sind verflacht beblättert. Ein Zentralstrang im Stämmchenquerschnitt ist vorhanden oder fehlt. Die Blätter sind breit, die Blattspitze abgerundet bis zugespitzt, die Blattränder flach, ganzrandig oder gesägt. Die großen Blattzellen sind im ganzen Blatt annähernd gleichförmig. Eine Blattrippe fehlt meist.
Die Geschlechterverteilung ist diözisch oder autözisch. Die verlängerte Seta ist glatt oder papillös, die Kapsel ist oval bis zylindrisch und mehr oder weniger geneigt bis hängend. Der Deckel ist kegelförmig und oft geschnäbelt, die Kalyptra mützenförmig.

## Systematik
Nach Frey, Fischer & Stech gehören zur Familie zwei Gattungen:
- Crossomitrium Müll.Hal., mit 10 Arten
- Hookeria J.E.Sm., mit 10 Arten

In Europa ist nur die eine Art Hookeria lucens vertreten.